# Rochefort-sur-Nenon
Rochefort-sur-Nenon település Franciaországban, Jura megyében. Lakosainak száma 692 fő (2022. január 1.). Rochefort-sur-Nenon Châtenois, Audelange, Authume, Baverans, Brevans, Éclans-Nenon és Falletans községekkel határos.

## Népesség
A település népessége az elmúlt években az alábbi módon változott:
| Lakosok száma | 294  | 387  | 599  | 587  | 565  | 644  | 679  | 677  | 676  | 692  |
|               | 1968 | 1982 | 1990 | 2006 | 2013 | 2015 | 2017 | 2019 | 2020 | 2022 |